# Хофманов двопрсти лењивац
Хофманов двопрсти лењивац (Choloepus hoffmanni) је сисар из породице Megalonychidae и подреда лењивци (Folivora), који припада реду крезубице (Pilosa). 

## Опис
Хофманов двопрсти лењивац је арбореална, ноћна и самотњачка животиња. На предњим удовима има само два прста, а на задњим удовима три прста. На свим прстима има дугачке канџе. У односу на тропрсте лењивце су крупнији, имају дужу њушку, раздвојене прсте на предњим удовима и немају длаке на табанима.
Достижу дужину од 54 до 72 cm и тежину од 2,1 до 9 kg, а женке су крупније од мужјака. Дужина канџи им је од 5 до 6,5 cm.

## Угроженост
Хофманов двопрсти лењивац није угрожена врста, у црвеној књизи је наведено да постоји мали ризик од изумирања, јер има широко распрострањење и бројна је врста.

## Распрострањење
Ареал хофмановог двопрстог лењивца покрива средњи број држава. 
Присутна је у следећим државама: Бразил, Венецуела, Перу, Еквадор, Боливија, Панама, Никарагва, Костарика, Колумбија и Хондурас.

## Станиште
Станишта врсте су шуме и травна вегетација. 
Врста је по висини распрострањена од нивоа мора до 3300 метара надморске висине. 